# Список воевод России в 1611 году
Правление: 1610—1613 — Семибоярщина

## Воеводы городовые
| Года      | Город             | Ф,И,О воеводы                                              | Примечания             |
| --------- | ----------------- | ---------------------------------------------------------- | ---------------------- |
| 1610-1614 | Берёзов           | Волынский Степан Иванович Стромилов Юрий Яковлевич         |                        |
| 1606-1614 | Верхотурье        | Годунов Степан Степанович Плещеев Иван Михайлович          |                        |
| 1611      | Владимир          | Измайлов Артемий Васильевич Лопухин Никита Васильевич      |                        |
| 1611-1614 | Вологда           | Одоевский Иван Иванович Долгоруков Григорий Борисович      | 1-й воевода Окольничий |
| 1611-1612 | Двинская область  | Долгоруков Григорий Борисович                              | С Вологды              |
| 1609-1611 | Казань            | Морозов Василий Петрович Бельский Богдан Яковлевич         | Оба бояре              |
| 1611      | Казань            | Шульгин Никанор Михайлович Дичков Степан Яковлевич         |                        |
| 1611      | Калуга            | Трубецкой Юрий Никитич                                     |                        |
| 1611      | Кашин             | Екимов Степан                                              | Губной староста        |
| 1608-1611 | Кетский острог    | Елизаров Григорий Фёдорович                                |                        |
| 1610-1611 | Кольский острог   | Секирин Лев                                                | Первый раз: 1607-1608  |
| 1611      | Кострома          | Волконский Фёдор Иванович                                  |                        |
| 1611-1612 | Курмыш            | Елагин Смирной Васильевич                                  |                        |
| 1611      | Ладога            | Муравьёв Григорий Никитич                                  |                        |
| 1611      | Можайск           | Микулин Тимофей                                            |                        |
| 1601-1614 | Нарымский острог  | Хлопов Мирон Тимофеевич                                    |                        |
| 1610-1614 | Новгород Великий  | Одоевский Иван Никитич Бутурлин Василий Иванович           | Боярин 2-й воевода     |
| 1611      | Перемышль         | Плещеев Фёдор                                              |                        |
| 1611      | Рязань            | Ляпунов Прокофий Петрович                                  |                        |
| 1610-1612 | Пермь             | Чемоданов Иван Иванович                                    |                        |
| 1611      | Пронск            | Фёдоров Родион Петрович                                    |                        |
| 1608-1611 | Смоленск          | Шеин Михаил Борисович Горчаков Пётр Иванович               | Боярин 2-й воевода     |
| 1611      | Соликамск         | Васильев Борис                                             | Староста               |
| 1609-1614 | Сургут            | Волынский Фёдор Васильевич                                 |                        |
| 1603-1613 | Тарский острог    | Сонцев-Засекин Иван Андреевич Безобразов Захарий Иванович  |                        |
| 1609-1612 | Тобольский острог | Катырев-Ростовский Иван Михайлович Нащокин Борис Иванович  |                        |
| 1602-1614 | Томск             | Волынский Василий Васильевич Новосильцев Михаил Игнатьевич |                        |
| 1603-1614 | Тюмень            | Замыцкий Андрей Васильевич Безобразов Алексей Иванович     |                        |
| 1610-1611 | Устюг Великий     | Зюзин Алексей Иванович                                     |                        |

## См.также
- Воевода
- Воеводы русские
- Список глав приказов в России в 1611 году
- Список глав государств в 1611 году